# Liste der Biografien/Brei
Liste der Biografien |
Portal Biografien |
Personensuche
# |
A |
B |
C |
D |
E |
F |
G |
H |
I |
J |
K |
L |
M |
N |
O |
P |
Q |
R |
S |
T |
U |
V |
W |
X |
Y |
Z |
?
 
Ba |
Be |
Bd |
Bg |
Bh |
Bi |
Bj |
Bl |
Bm |
Bn |
Bo |
Br |
Bs |
Bu |
Bw |
By |
Bz
 
Bra |
Brc |
Brd |
Bre |
Brg |
Bri |
Brj |
Brk |
Brl |
Brn |
Bro |
Brp–Brt |
Bru |
Brv |
Bry |
Brz
 
Brea |
Breb |
Brec |
Bred |
Bree |
Bref |
Breg |
Breh |
Brei |
Brej |
Brek |
Brel |
Brem |
Bren |
Breo |
Brep |
Breq |
Brer |
Bres |
Bret |
Breu |
Brev |
Brew |
Brex |
Brey |
Brez
Die Liste der Biografien führt alle Personen auf, die in der deutschsprachigen Wikipedia einen Artikel haben. Dieses ist eine Teilliste mit 462 Einträgen von Personen, deren Namen mit den Buchstaben „Brei“ beginnt.

## Brei
- Brei, Dieter (* 1950), deutscher Fußballspieler und -trainer
- Brei, Franz (* 1968), österreichischer katholischer PriesterFranz Brei (* 1968)

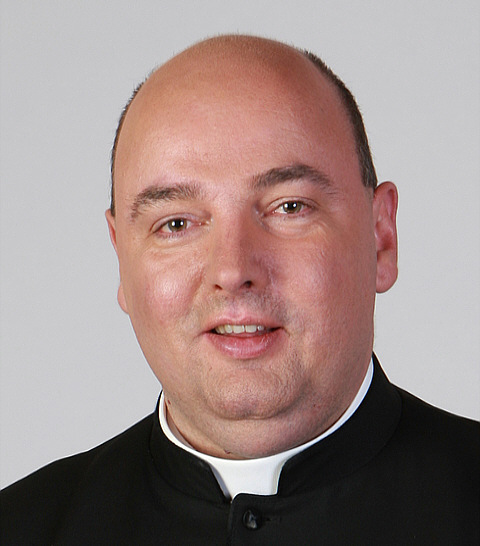
Franz Brei (* 1968)

- Brei, Hans (* 1946), deutscher Basketballtrainer

### Breic
- Breicha, Otto (1932–2003), österreichischer Kunsthistoriker, Publizist und Museumsdirektor
- Breick, Anne (* 1961), deutsche Perkussionistin, Bandleaderin, Komponistin, Studiomusikerin, Musikpädagogin, Lehrbeauftragte sowie Musikjournalistin

### Breid
- Breid, Franz (* 1940), österreichischer römisch-katholischer Priester und Theologe
- Breidbach zu Bürresheim, Emmerich Joseph von (1707–1774), Kurfürst und Erzbischof von Mainz und Fürstbischof von Worms
- Breidbach zu Bürresheim, Lothar (1724–1794), deutscher Geistlicher
- Breidbach, Ferdinand (* 1938), deutscher Politiker (CDU), MdB
- Breidbach, Hans Jakob von (1552–1588), deutscher Ritter und Grundherr
- Breidbach, Larissa Aimée (* 1983), deutsche Schauspielerin
- Breidbach, Olaf (1957–2014), deutscher Wissenschaftshistoriker und Hochschullehrer
- Breidbach-Bürresheim gen. vom Ried, Anton von (1791–1878), nassauischer Generalmajor und Politiker
- Breidbach-Bürresheim gen. vom Ried, Philipp von (1792–1845), deutscher Oberzeremonienmeister und Abgeordneter
- Breidbach-Bürresheim, Randolph von (1912–1945), deutscher Jurist und Widerstandskämpfer
- Breiden, Heinrich (1893–1950), deutscher Flötist und Kammermusiker
- Breidenbach zu Breidenstein, Bernhard Freiherr von (1938–2019), deutscher Verbandsjurist und Geschäftsführer des Hessischen Bauernverbandes
- Breidenbach zu Breidenstein, Carl (1789–1847), hessischer Politiker und Generalmajor
- Breidenbach zu Breidenstein, Ernst Ludwig von (1699–1755), kurbraunschweigischer Generalmajor und Burgmann zu Friedberg
- Breidenbach zu Breidenstein, Friedrich von (1781–1856), hessischer Politiker
- Breidenbach zu Breidenstein, Georg Heinrich von († 1728), kurbraunschweigischer Generalmajor
- Breidenbach zu Breidenstein, Georg von (1733–1784), Burgmann zu Friedberg, Hofrichter
- Breidenbach zu Breidenstein, Karl von (1751–1813), Burgmann in Friedberg und Obervorsteher der Althessischen Ritterschaft
- Breidenbach zu Breidenstein, Ludwig Carl von (1714–1761), kurbraunschweigischer Generalmajor
- Breidenbach zu Breidenstein, Maximilian von (1707–1759), Burgmann zu Friedberg und kurhannoverscher Generalmajor
- Breidenbach, Antonia (* 1996), deutsche Schauspielerin
- Breidenbach, Bernhard von († 1497), deutscher Jerusalempilger und Verfasser eines Reiseberichts
- Breidenbach, Ernst (1912–1988), deutscher Politiker (CDU), Senator und MdHB
- Breidenbach, Hans (* 1910), deutscher Fußballspieler
- Breidenbach, Joana (* 1965), deutsche Kulturwissenschaftlerin, Autorin und InternetunternehmerinJoana Breidenbach (* 1965)

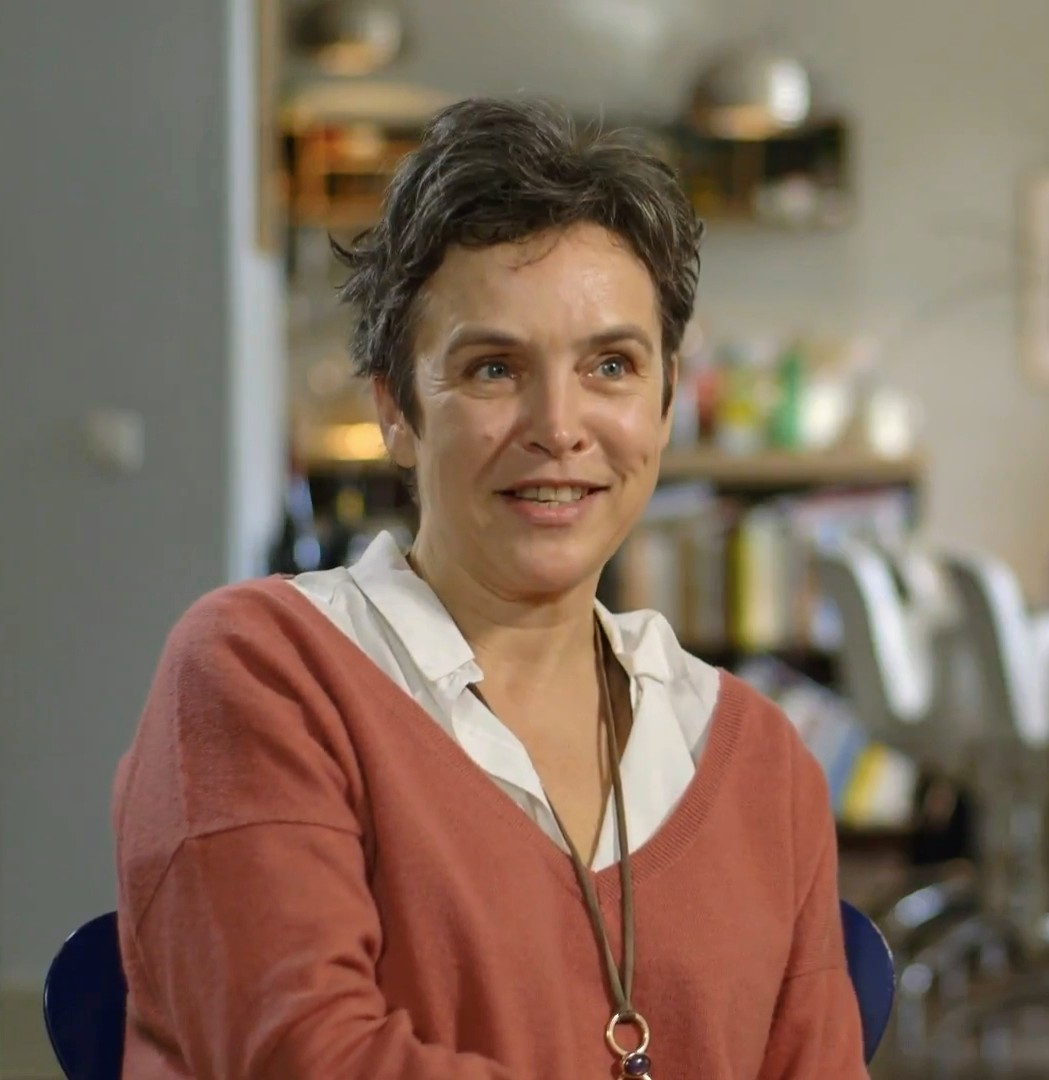
Joana Breidenbach (* 1965)

- Breidenbach, Johann (1587–1656), deutscher Rechtswissenschaftler
- Breidenbach, Justus (1800–1863), deutscher Politiker, MdL Großherzogtum Hessen
- Breidenbach, Karl (1808–1870), bayerischer Beamter und Abgeordneter des Bayerischen Landtags
- Breidenbach, Karl (1871–1944), deutscher Politiker (HBB), MdL Großherzogtum Hessen
- Breidenbach, Klaus J. (* 1941), deutscher Heimatforscher
- Breidenbach, Martin (* 1943), US-amerikanischer Physiker
- Breidenbach, Moritz (1796–1857), deutscher Politiker, Landtagsabgeordneter im Großherzogtum Hessen
- Breidenbach, Nik (* 1970), deutscher Schauspieler
- Breidenbach, Sara (* 1992), italienische Beachvolleyballspielerin
- Breidenbach, Sigo (1922–2013), deutscher Sportfunktionär
- Breidenbach, Stephan (* 1955), deutscher Jurist, Professor für Zivilrecht
- Breidenbach, Sven (* 1989), deutscher American-Football-SpielerSven Breidenbach (* 1989)

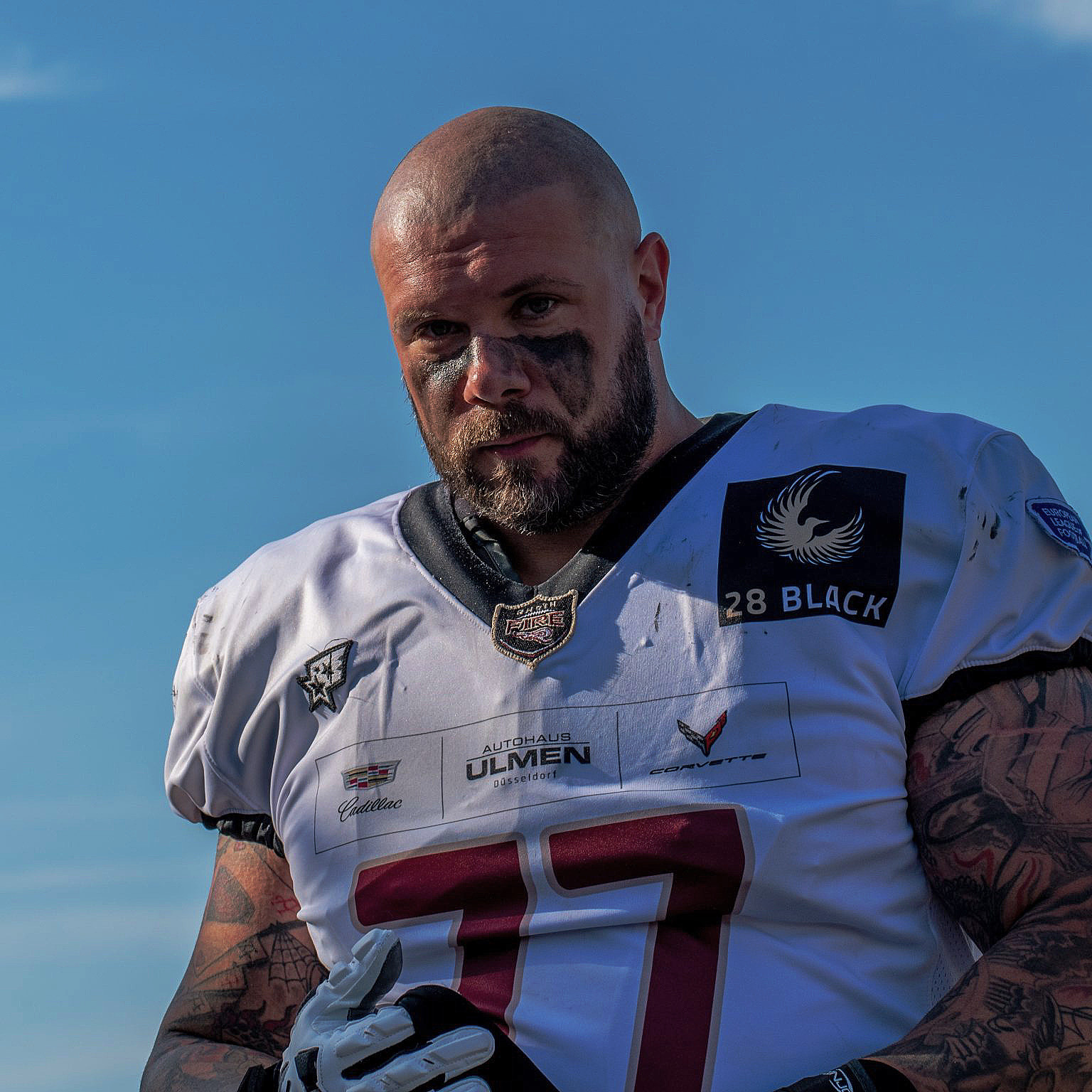
Sven Breidenbach (* 1989)

- Breidenbach, Theo (1928–2019), deutscher Werbefachmann
- Breidenbach, Tilli (1910–1994), deutsche Synchronsprecherin und Schauspielerin
- Breidenbach, Ursi (* 1975), österreichische Autorin
- Breidenbach, Walter (1893–1984), deutscher Pädagoge und Hochschullehrer
- Breidenbach, Wilhelm (1859–1934), deutscher Heimatforscher
- Breidenbach, Wilhelm Heinrich (1833–1923), deutscher Landwirt, Kreistagsabgeordneter und Gemeindevorsteher in Wiesdorf
- Breidenbach, Wolf (1750–1829), deutscher Bankier und Hofjude; gilt als Urheber der Ablösung des Leibzolles
- Breidenfeld, Heinrich Wilhelm (1794–1875), deutscher Orgelbauer
- Breidenich, Markus (* 1972), deutscher Buchautor und Lyriker
- Breidenstein, August (1810–1835), deutscher Arzt und Revolutionär
- Breidenstein, Hans-Jürgen (* 1940), deutscher Verlagskaufmann
- Breidenstein, Heinrich Carl (1796–1876), deutscher Musikwissenschaftler
- Breidenstein, Johann Philipp († 1785), deutscher Kameralwissenschaftler
- Breidenstein, Karl (1871–1966), deutscher Organist, Hochschullehrer und Komponist
- Breidenstein, Wilhelm (* 1836), deutscher Maler und Zeichner
- Breider, Hans (1908–2000), deutscher Önologe
- Breider, Theo (1903–1993), münsterländischer Schriftsteller
- Breiderhoff, Alfred (1881–1916), deutscher Schauspieler bei Bühne und Film
- Breiderhoff, Gisela (* 1914), deutsche Schauspielerin
- Breidert, Andreas (1845–1920), Präsident der Generalkommission für Rheinhessen
- Breidert, Georg (1807–1876), deutscher Politiker, MdL Großherzogtum Hessen
- Breidert, Wolfgang (* 1937), deutscher Philosoph
- Breiding, Dirk H. (* 1970), deutscher Kunsthistoriker, Waffenhistoriker und Museumsmitarbeiter
- Breiding, Erich (1925–2009), deutscher Unternehmer
- Breiding, Jörg (* 1972), deutscher Chorleiter
- Breiding, László Branko (* 1994), deutscher Schauspieler
- Breiding, R. James (* 1958), schweizerisch-amerikanischer Autor und Unternehmer
- Breiding, Silas (* 1992), deutscher Schauspieler
- Breidinger, Toni (* 1999), US-amerikanische NASCAR-Rennfahrerin
- Breidinger-Spohr, Hanna (1922–2000), deutsche Malerin und Holzschnitt-Künstlerin
- Breidler, Christoph (* 1986), österreichischer Komponist und Dirigent
- Breidler, Johann (1828–1913), österreichischer Architekt und Botaniker (Bryologe)
- Breidling, Ottmar (* 1947), deutscher Jurist

### Breie
- Breien, Bård (* 1971), norwegischer Filmregisseur und Drehbuchautor
- Breier, Albert (* 1961), deutscher Komponist, Pianist und Schriftsteller
- Breier, Eduard (1811–1886), österreichischer Schriftsteller und Journalist
- Breier, Frederick Arthur (1919–1975), US-amerikanischer Wirtschaftswissenschaftler
- Breier, Friedrich (1813–1880), deutscher Theologe, Altphilologe und Direktor des Katharineums zu Lübeck
- Breier, Gregor (* 1960), deutscher Konzertpianist, Komponist und Musikproduzent
- Breier, Hermine († 1917), österreichische Theaterschauspielerin
- Breier, Isabella (* 1976), österreichische Schriftstellerin
- Breier, Karl-Heinz (* 1957), deutscher Politikwissenschaftler
- Breier, Kilian (1931–2011), deutscher Fotograf
- Breier, Lo (* 1953), deutsch-österreichisch-niederländischer Grafikdesigner und LayouterLo Breier (* 1953)

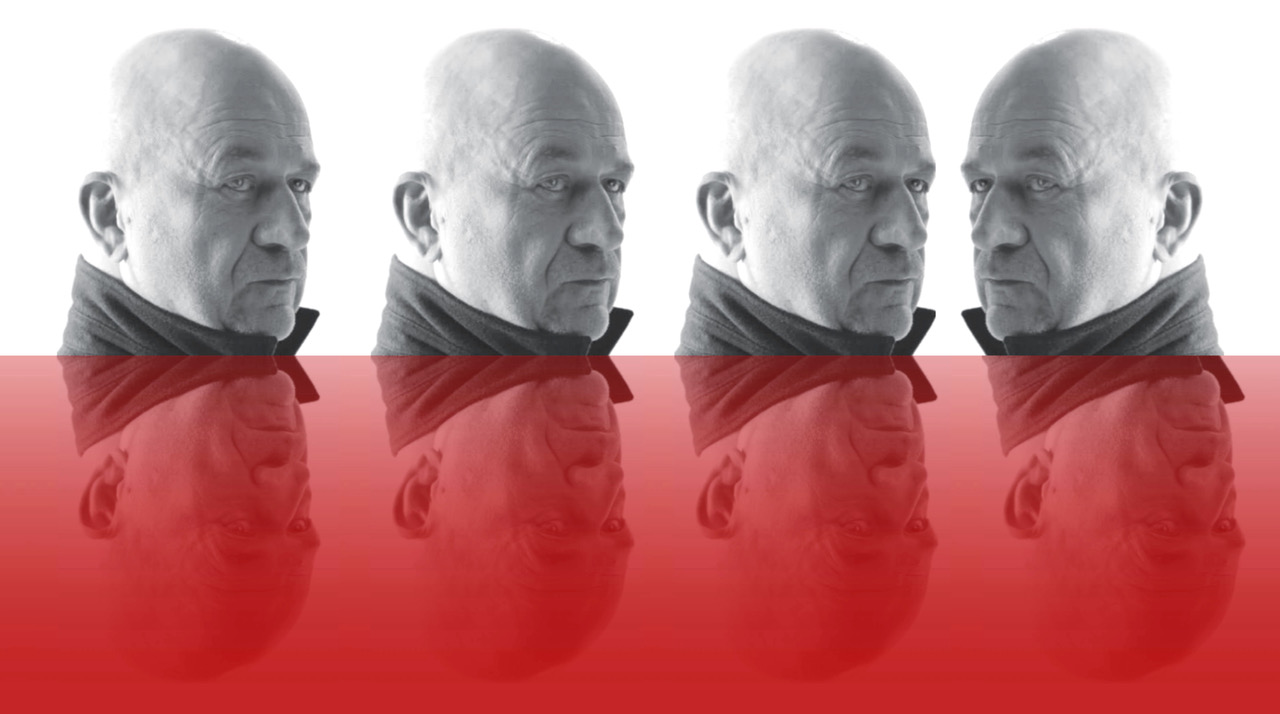
Lo Breier (* 1953)

- Breier, Naemi (* 1993), deutsche Fußballschiedsrichterin
- Breier, Pascal (* 1992), deutscher Fußballspieler
- Breier, Zsuzsa (* 1963), ungarische Politikerin

### Breig
- Breig, Burkhard (* 1969), deutscher Rechtswissenschaftler und Hochschullehrer
- Breig, Helge Michael (1930–2020), deutscher Maler und Bildhauer
- Breig, Werner (* 1932), deutscher Musikwissenschaftler und Musikherausgeber
- Breigan, Ida Andrea (* 2004), norwegische Weitspringerin
- Breiger, Gottlieb Christian (1771–1854), deutscher lutherischer Theologe

### Breih
- Breiholz, Detlef (1864–1929), deutscher Lehrer und Imker

### Breij
- Breij, Claudia de (* 1975), niederländische Kabarettistin und Rundfunkjournalistin

### Breik
- Breik, Mohammed al- (* 1992), saudi-arabischer Fußballspieler

### Breil
- Breil, Bernhard (1609–1683), österreichischer Zisterzienser und Abt zweier Klöster
- Breil, Johann Anton (1821–1892), deutscher Orgelbauer
- Breil, Joseph Carl (1870–1926), US-amerikanischer Komponist, Tenor und Regisseur
- Breil, Klaus (* 1945), deutscher Politiker (FDP), MdB
- Breilin, Niklas (* 1999), finnischer Volleyballspieler
- Breiling, Karl (1909–1984), deutscher Widerstandskämpfer und Kommunalpolitiker (SPD)
- Breiling, Laura (* 1986), deutsche Illustratorin und Künstlerin
- Breillat, Catherine (* 1948), französische Schriftstellerin, Filmemacherin und SchauspielerinCatherine Breillat (* 1948)

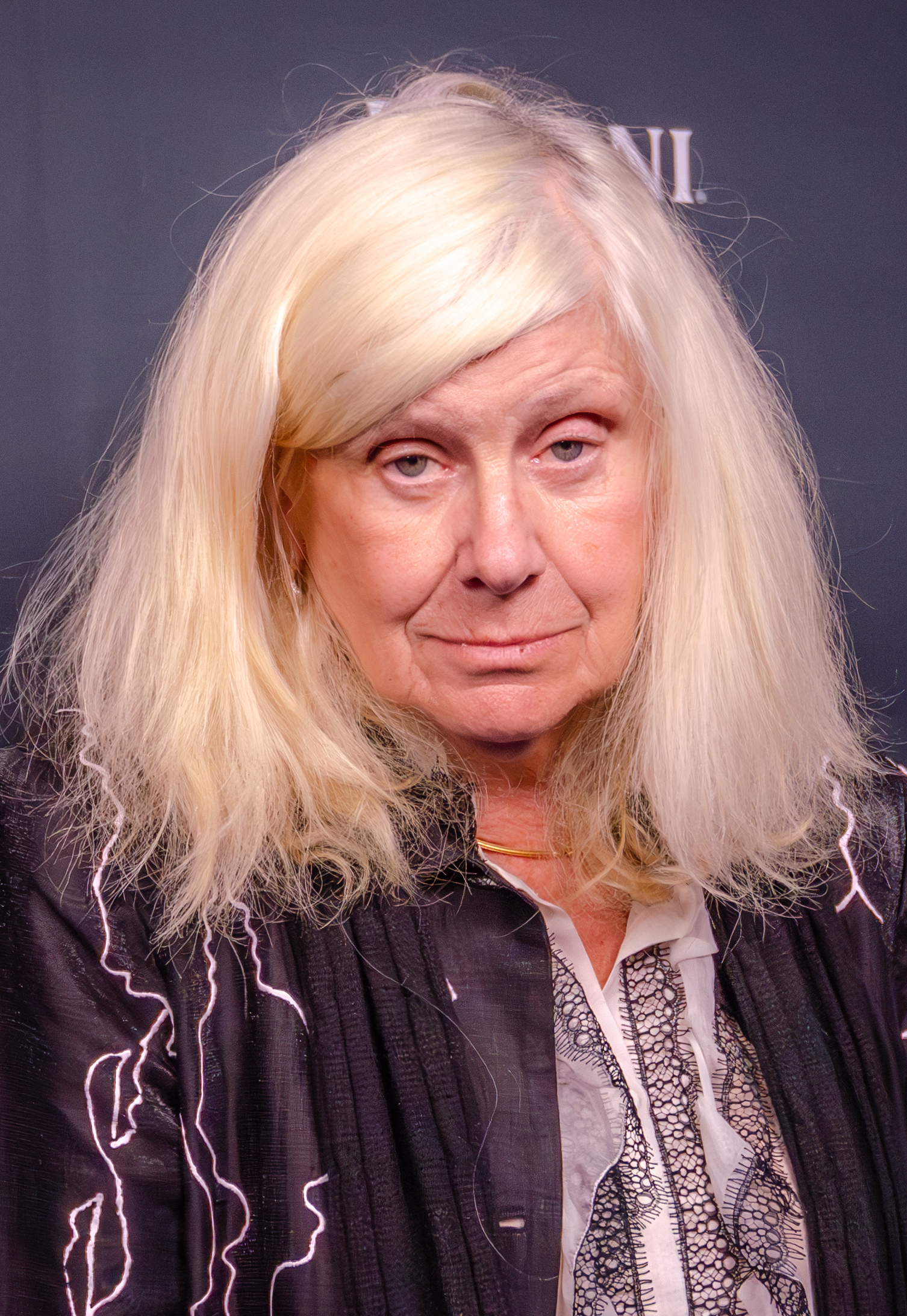
Catherine Breillat (* 1948)

- Breillat, Marie-Hélène (* 1947), französische Schauspielerin, Schriftstellerin und Malerin
- Breilmann, Michael (* 1983), deutscher Politiker (CDU), MdB
- Breilmann, Rudolf (1929–2018), deutscher Bildhauer

### Breim
- Breimaier, Wilhelm (* 1907), deutscher SS-Angehöriger und KZ-Funktionär
- Breiman, Leo (1928–2005), amerikanischer Mathematiker und Statistiker
- Breimer, August (1845–1900), deutscher Politiker (NLP), MdL Großherzogtum Hessen
- Breimer, Douwe (* 1943), niederländischer Pharmakologe und Hochschullehrer
- Breimer, Heinrich (1867–1947), deutscher Politiker (NLP), MdL Großherzogtum Hessen
- Breimer, Johann Heinrich (1772–1837), deutscher Politiker, MdL Großherzogtum Hessen

### Brein
- Brein, Friedrich (1940–2011), österreichischer Klassischer Archäologe
- Breinbauer, Ines Maria (* 1949), österreichische Pädagogin
- Breinbauer, Josef (1807–1882), österreichischer Orgelbauer
- Breinbauer, Leopold junior (1886–1920), österreichischer Orgelbauer
- Breinbauer, Leopold senior (1859–1920), österreichischer Orgelbauer
- Breinbauer, Rudolf (1888–1973), österreichischer Bildhauer und Bootsbauer
- Breindl, Eva (* 1958), deutsche Germanistin
- Breindl, Robert (1909–1995), deutscher Fußballspieler
- Breiner, Bridget (* 1974), US-amerikanische Tänzerin und Choreographin
- Breiner, Franz (* 1952), österreichischer Politiker (Grüne), Mitglied des Bundesrates
- Breiner, Herbert L. (1929–2024), deutscher Taubstummenlehrer
- Breiner, Hildegard (* 1936), österreichische Aktivistin der Anti-Atomkraft-Bewegung
- Breinersdorfer, Fred (* 1946), deutscher Drehbuchautor, Filmproduzent und RechtsanwaltFred Breinersdorfer (* 1946)

Fred Breinersdorfer (* 1946)

- Breinersdorfer, Julian (* 1979), deutscher Architekt und Stadtplaner
- Breinersdorfer, Léonie-Claire (* 1976), deutsche Drehbuchautorin und Rechtsanwältin
- Breinesberger, Martin (1827–1890), oberösterreichischer Baumeister
- Breinholst, Willy (1918–2009), dänischer Schriftsteller
- Breinig, Helmbrecht (* 1938), deutscher Amerikanist und Hochschullehrer
- Breininger, August (* 1944), österreichischer Politiker (ÖVP), Landtagsabgeordneter
- Breininger, Eric (1987–2010), deutscher Islamist
- Breinl, Anton (1880–1944), australischer Tropenmediziner
- Breinl, Armin, österreichischer Arzt, Gynäkologe und Getränkehersteller
- Breinlinger, Axel (* 1951), deutscher Jurist und Richter am Bundesarbeitsgericht
- Breinlinger, Hans (1888–1963), deutscher Maler, Fotograf und Graphiker
- Breinsberg, Erich (* 1941), österreichischer Rennfahrer
- Breinschmid, Georg (* 1973), österreichischer Kontrabassist und Jazzmusiker
- Breinschmid, Leopold (1905–1980), österreichischer Weinbauer und Politiker (ÖVP), Mitglied des Bundesrates
- Breinschmid, Martin (* 1970), österreichischer Musiker

### Breis
- Breis Pereira, Carlos Alberto (* 1965), brasilianischer Ordensgeistlicher und römisch-katholischer Koadjutorerzbischof von Maceió
- Breisach, Emil (1923–2015), österreichischer Schriftsteller und Kulturmanager
- Breisach, Felix (* 1961), österreichischer Regisseur und Produzent
- Breisach, Gabriela (* 1956), österreichische Goldschmiedemeisterin, Juwelierin, Gemmologin und Sachverständige für Schmuck
- Breisach, Paul (1896–1952), österreichisch-amerikanischer Dirigent
- Breisch, Paul (* 1974), luxemburgischer Musiker und Domorganist
- Breisig, Franz (1868–1934), deutscher Fernmeldetechniker
- Breisiger, Peter, deutscher Orgelbauer
- Breisky, August (1832–1889), böhmisch-österreichischer Gynäkologe
- Breisky, Michael (* 1940), österreichischer Diplomat
- Breisky, Walter (1871–1944), österreichischer Politiker (CS)Walter Breisky (1871–1944)

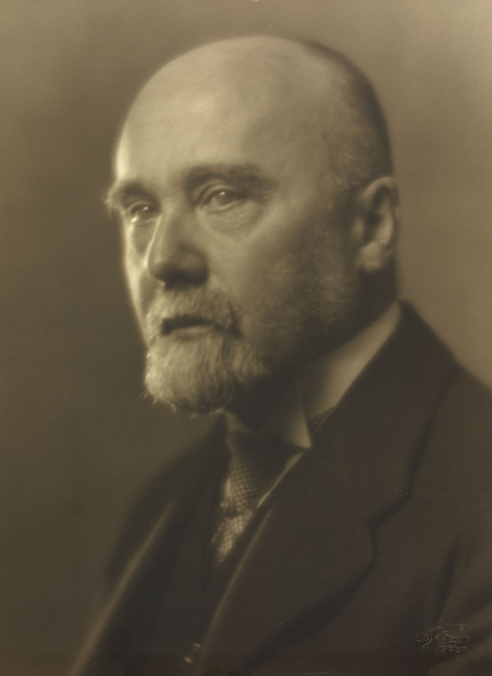
Walter Breisky (1871–1944)

- Breislak, Scipione (1750–1826), italienischer Geologe
- Breiß, Peter (1770–1846), deutscher Lehrer und Mitgründer der Gesellschaft der Freunde des vaterländischen Schul- und Erziehungswesens
- Breistøl, Kristine (* 1993), norwegische Handballspielerin

### Breit
- Breit, Alfred (1922–2011), deutscher Mediziner
- Breit, Andrea (* 1963), deutsche Juristin und Richterin, Gerichtspräsidentin
- Breit, Bernhard (* 1966), deutscher Chemiker
- Breit, Bert (1927–2004), österreichischer Komponist, Journalist, Filmemacher und Zeichner
- Breit, Dieter (* 1961), evangelischer Theologe, Kirchenrat und Politikbeauftragter der Evangelisch-Lutherischen Kirche in Bayern
- Breit, Eik (* 1954), österreichischer Kabarettist, Sänger und Schauspieler
- Breit, Ernst (1924–2013), deutscher Politiker (SPD), Vorsitzender des DGB (1982–1990)
- Breit, Franz (1817–1868), deutscher Gynäkologe sowie Hochschullehrer und Rektor an der Universität Tübingen
- Breit, Gerhard (1930–1990), deutscher Landrat und Ministerialdirektor
- Breit, Gotthard (* 1941), deutscher Historiker
- Breit, Gregory (1899–1981), US-amerikanischer Physiker
- Breit, Heinrich (* 1948), deutscher Steuerberater, Schatzmeister und grüner Lokalpolitiker
- Breit, Ilse (1908–1998), österreichische Malerin, Grafikerin, Illustratorin und Kunsterzieherin
- Breit, Karl (1878–1958), österreichischer Lehrer und Mundartdichter
- Breit, Ludwig (1899–1992), deutscher Ingenieur und Unternehmer
- Breit, Philipp (* 2003), österreichischer Fußballspieler
- Breit, Reinhard (1936–2021), deutscher Dermatologe und Hochschullehrer
- Breit, Thomas (1880–1966), deutscher lutherischer Theologe
- Breit-Keßler, Susanne (* 1954), deutsche Geistliche, Oberkirchenrätin im Kirchenkreis München, Regionalbischöfin

#### Breitb
- Breitbach, Friedrich (1897–1991), deutscher Kaufmann, Sektfabrikant und Oberbürgermeister von Trier (1945–1946)
- Breitbach, Jakob (1896–1949), deutscher Politiker (FDP), MdL
- Breitbach, Joseph (1903–1980), deutsch-französischer Schriftsteller und PublizistJoseph Breitbach (1903–1980)

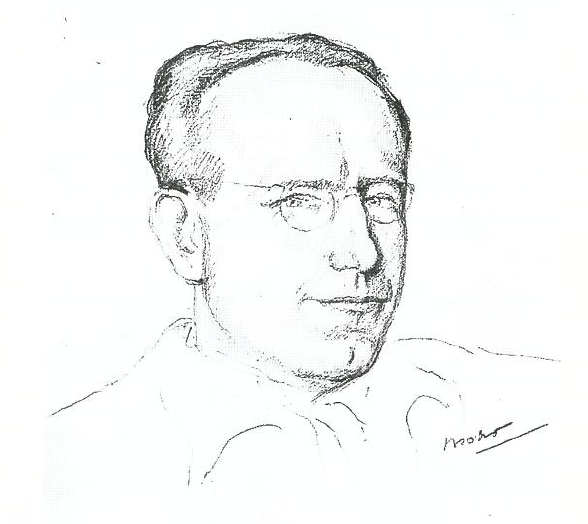
Joseph Breitbach (1903–1980)

- Breitbach, Karl (1833–1904), deutscher Landschafts-, Genre-, Porträt- und Aquarellmaler
- Breitbach, Michael (* 1947), deutscher Jurist und Basketballspieler
- Breitbach, Robin (* 1982), deutsch-schweizerischer Eishockeyspieler
- Breitbach, Udo (* 1960), deutscher römisch-katholischer Geistlicher und Kurienbeamter
- Breitbach, Uli (* 1977), deutscher Musiker
- Breitbach-Schwarzlose, Annette (1952–2001), deutsche Politikerin (SPD), MdL
- Breitbart, Andrew (1969–2012), US-amerikanischer konservativer Herausgeber, Blogger und Aktivist
- Breitbart, Siegmund (1893–1925), Ringer und Artist
- Breitbarth, André (* 1990), deutscher Judoka
- Breitbarth, Hans (1928–2010), deutscher Politiker und Funktionär der DDR-Blockpartei NDPD
- Breitbarth, René (* 1966), deutscher Boxer und Trainer

#### Breite
- Breite, Corinna (* 1967), deutsche Schauspielerin und Kommunalpolitikerin
- Breite, Franziska (* 1987), deutsche Film-, Fernseh- und Theaterschauspielerin
- Breite, Hans, deutscher Fußballspieler
- Breite, Oliver (* 1963), deutscher Theater- und Filmschauspieler
- Breitebner, Konstanze (* 1959), österreichische Schauspielerin und DrehbuchautorinKonstanze Breitebner (* 1959)

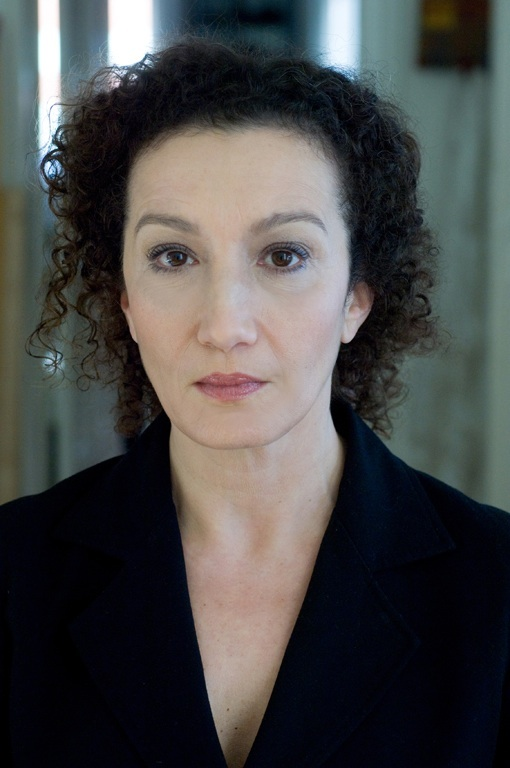
Konstanze Breitebner (* 1959)

- Breitegger, Ignaz (1872–1946), österreichischer Politiker, Landtagsabgeordneter
- Breitel, Heide (1941–2023), deutsche Filmeditorin, Drehbuchautorin, Regisseurin, Filmproduzentin und Dozentin
- Breiten, Leo (1899–1978), deutscher Unterhaltungskünstler, Sänger, Schlagzeuger und Textdichter
- Breitenauer, Ignaz Alexander († 1838), deutscher Bildhauer des Klassizismus
- Breitenauer, Joseph Sebastian Felix († 1829), Zeichner und Kupferstecher
- Breitenbach, Alfred (* 1972), deutscher Altphilologe und Hochschullehrer
- Breitenbach, Anna (* 1952), deutsche Autorin und Künstlerin
- Breitenbach, Annalena (* 1998), deutsche Fußballspielerin
- Breitenbach, Clemens (1864–1943), deutscher Komponist und Pädagoge
- Breitenbach, Diether (* 1935), deutscher Psychologe und Politiker (SPD)
- Breitenbach, Edgar (1903–1977), deutscher Bibliothekar und Kunsthistoriker
- Breitenbach, Elke (* 1961), deutsche Politikerin (parteilos, Die Linke)Elke Breitenbach (* 1961)

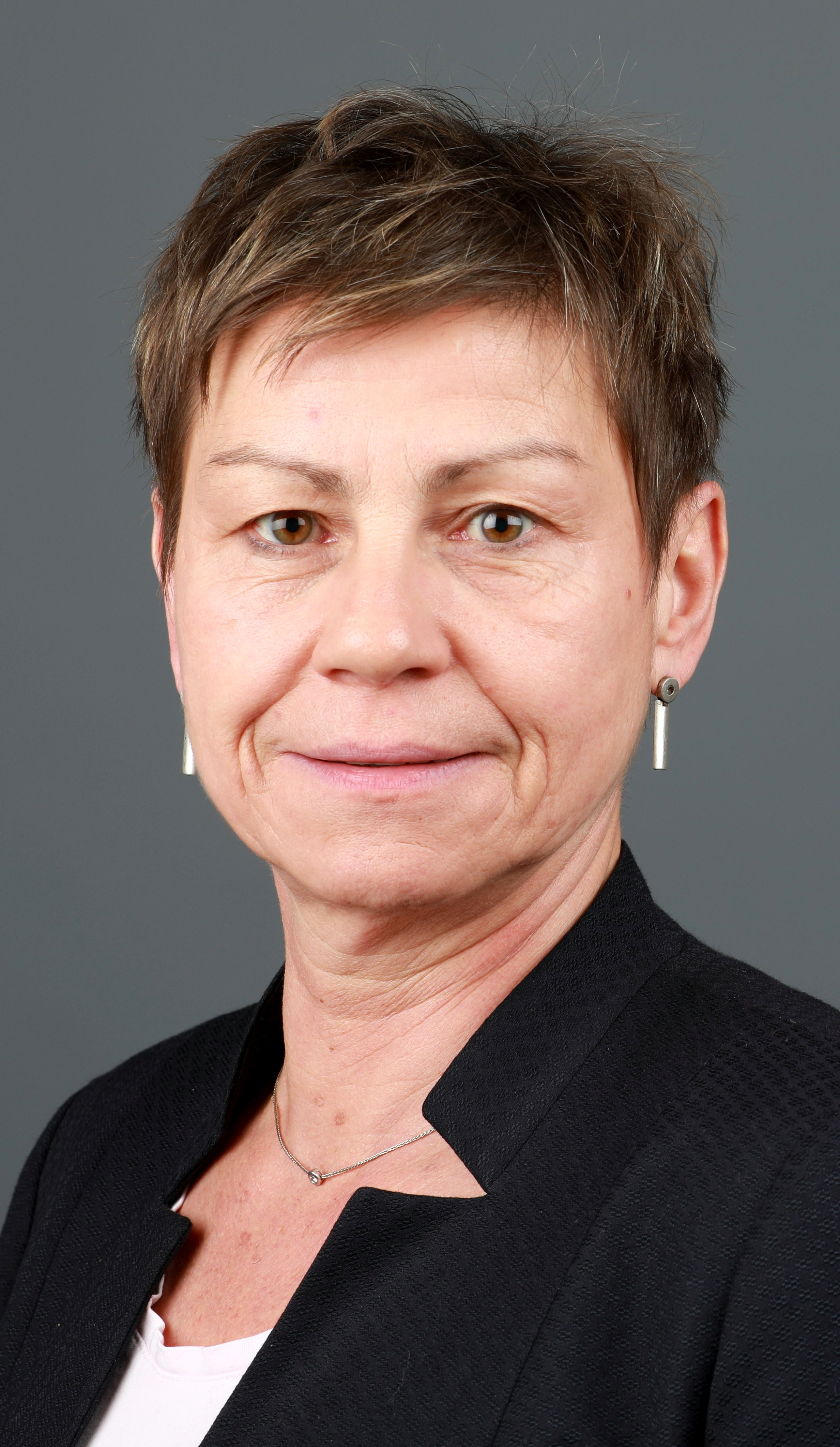
Elke Breitenbach (* 1961)

- Breitenbach, Georg Friedrich (1605–1685), Ratsmeister und kaiserlicher Postmeister in Erfurt
- Breitenbach, Georg von, sächsischer Rechtsgelehrter und Kanzler in Brandenburg
- Breitenbach, Gerhard von (1886–1974), Landrat des Kreises Limburg, Verwaltungsjurist
- Breitenbach, Hanns (1890–1945), deutscher Bildhauer
- Breitenbach, Hans Rudolf (1923–2013), schweizerischer Altphilologe und Gymnasialdirektor
- Breitenbach, Hermann (1883–1967), Schweizer klassischer Philologe und Gymnasiallehrer
- Breitenbach, Jayson (* 1998), deutscher Fußballspieler
- Breitenbach, Johann von, deutscher Rechtswissenschaftler und Hochschullehrer
- Breitenbach, Johann Wolfgang (1908–1978), österreichischer Chemiker, Professor für physikalische Chemie
- Breitenbach, Josef (1896–1984), US-amerikanischer Maler und Fotograf deutscher Herkunft
- Breitenbach, Konrad (1883–1960), Abgeordneter des Provinziallandtages der Provinz Hessen-Nassau
- Breitenbach, Melissa (* 1996), deutsche Schauspielerin und SynchronsprecherinMelissa Breitenbach (* 1996)

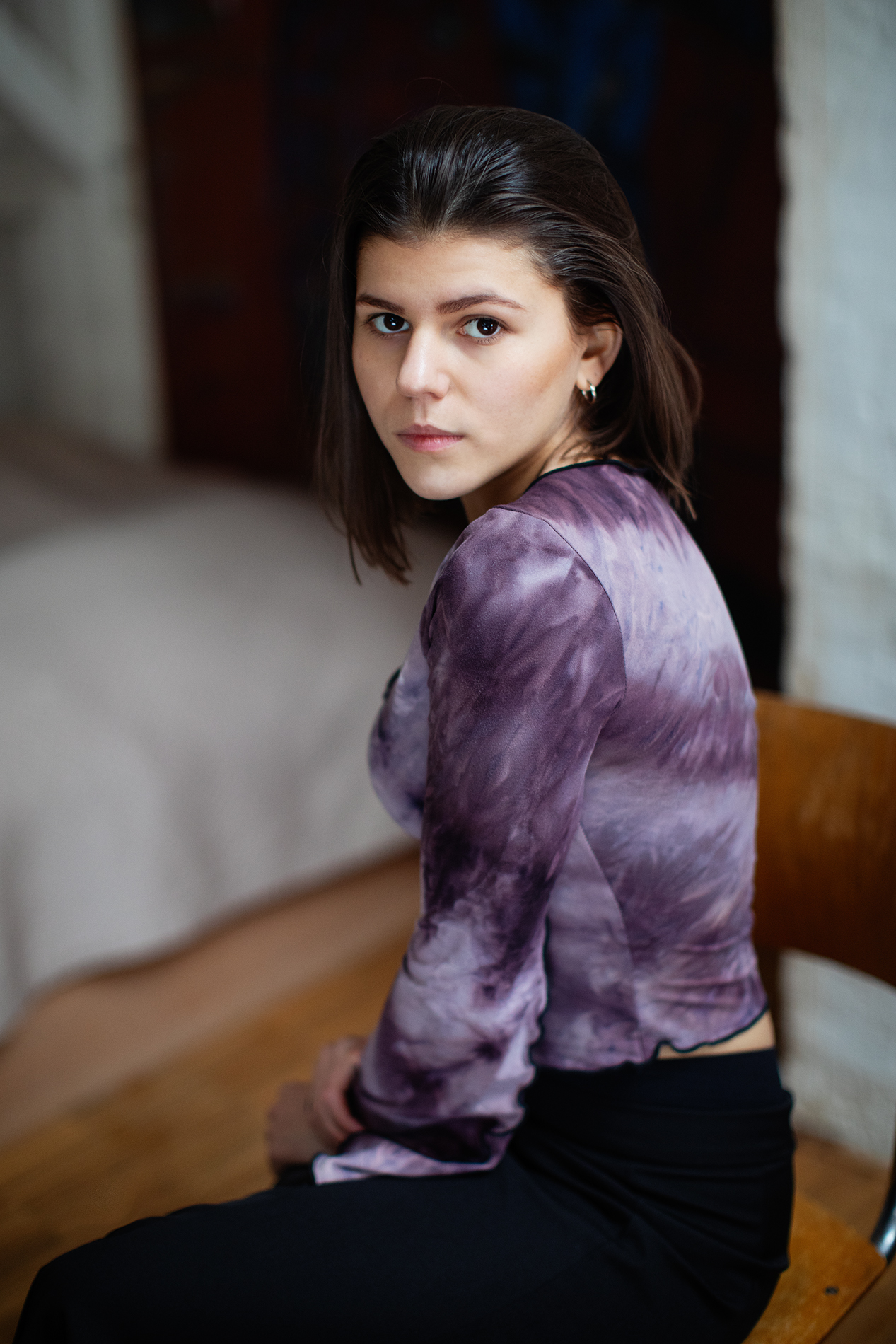
Melissa Breitenbach (* 1996)

- Breitenbach, Nick (* 2005), deutscher Volleyballspieler
- Breitenbach, Patrick (* 1976), deutscher Blogger, Podcaster, Autor und Dozent
- Breitenbach, Paul von (1850–1930), deutscher Jurist, preußischer Regierungsbeamter (Minister der öffentlichen Arbeiten)
- Breitenbach, Petra von (* 1953), deutsche Künstlerin, Autorin und Lehrerin
- Breitenbach, Roland (1935–2020), deutscher römisch-katholischer Priester und Schriftsteller
- Breitenbach, Verena (* 1963), deutsche Ärztin, Autorin und Referentin
- Breitenbach, Wilhelm (1856–1937), deutscher Biologe, Zoologe und Verleger
- Breitenbauch, Albert von (1776–1852), königlich-preußischer Landrat des Kreises Ziegenrück und Rittergutsbesitzer
- Breitenbauch, Carl Christian von (1694–1726), sächsischer Berghauptmann und Rittergutsbesitzer
- Breitenbauch, Christoph Adam von (1662–1708), deutscher Landrat und Kriegskommissar sowie Rittergutsbesitzer
- Breitenbauch, Franz Traugott Friedrich Wilhelm von (1739–1796), preußischer Oberpräsident
- Breitenbauch, Georg August von (1731–1817), deutscher Dichter
- Breitenbauch, Georg Christoph von (1658–1737), polnischer und sächsischer Kreiskommissarius und Direktor der kanzleischriftsäßigen Ritterschaft des Thüringischen Kreises
- Breitenbauch, Heinrich August von (1696–1747), königlich-polnischer und kurfürstlich-sächsischer Kammerherr
- Breitenbauch, Ludwig Franz von (1797–1881), königlich-preußischer Landrat des Kreises Ziegenrück und Rittergutsbesitzer
- Breitenbauch, Melchior Heinrich von (1724–1802), kursächsischer Hofmarschall am Dresdner Hof
- Breitenbaumer, Josef (1893–1974), österreichischer Politiker (SPÖ), oberösterreichischer Landtagsabgeordneter
- Breitenberger, Florian (* 1983), italienischer Naturbahnrodler
- Breitenberger, Gerhard (* 1954), österreichischer Fußballspieler
- Breitenberger, Gerhard (* 1979), österreichischer Fußballspieler
- Breitenberger, Urs (* 1987), gehörloser deutscher Sportler
- Breitenborn, Hugo (* 1894), deutscher Politiker (KPD), MdL Sachsen
- Breitenborn, Konrad (* 1950), deutscher Historiker und Politiker (FDP), MdL
- Breitenbruch, Bernd (* 1937), deutscher Bibliothekar und Buchwissenschaftler
- Breitenbuch, Arthur von (1831–1909), deutscher königlich-preußischer Kammerherr und Landrat des preußischen Kreises Ziegenrück
- Breitenbuch, Dietrich von (1871–1949), deutscher Major, Erforscher der Ilsenhöhle und Rittergutsbesitzer
- Breitenbuch, Eberhard von (1910–1980), deutscher Dipl.-Forstingenieur und Oberforstmeister
- Breitenbuch, Georg-Ludwig von (* 1971), deutscher Politiker (CDU), MdLGeorg-Ludwig von Breitenbuch (* 1971)

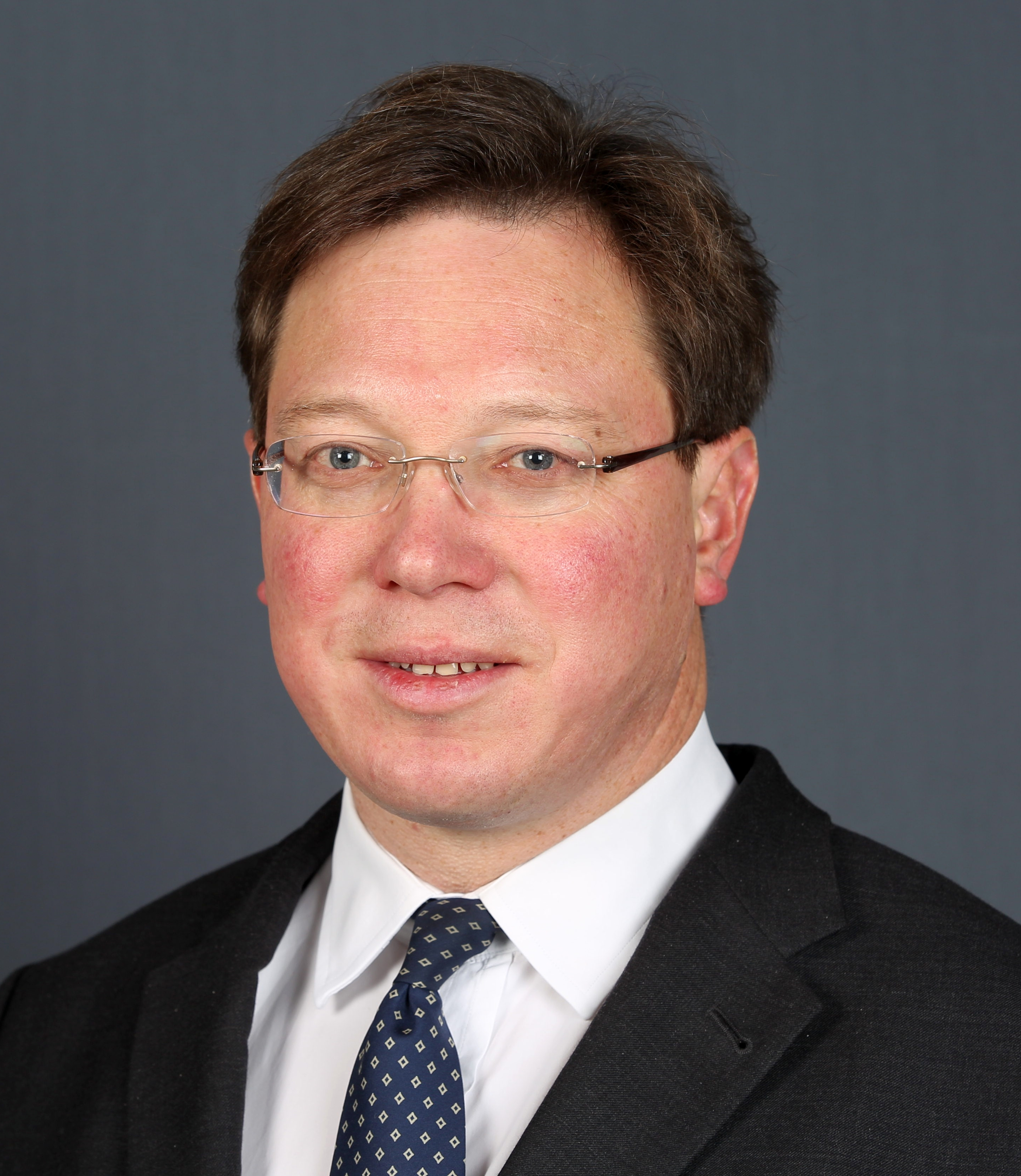
Georg-Ludwig von Breitenbuch (* 1971)

- Breitenbuch, Ingeborg von (1909–1997), Hausdame für die Zeugen und Verteidiger des Nürnberger Prozesses
- Breitenbuch, Melchior von (1874–1940), deutscher Verwaltungsbeamter und Rittergutsbesitzer
- Breitenecker, Leopold (1902–1981), österreichischer Nationalsozialist und Gerichtsmediziner
- Breitenecker, Markus (* 1968), österreichischer Medienmanager
- Breiteneder, Bettina (* 1970), österreichische Unternehmerin
- Breiteneder, Herbert (1953–2008), österreichischer Rennfahrer
- Breiteneder, Johann (1921–1989), österreichischer Landwirt und Politiker (ÖVP), Abgeordneter zum Nationalrat
- Breiteneder, Sandra (* 1983), österreichische Gewerkschafterin und Politikerin (SPÖ)Sandra Breiteneder (* 1983)

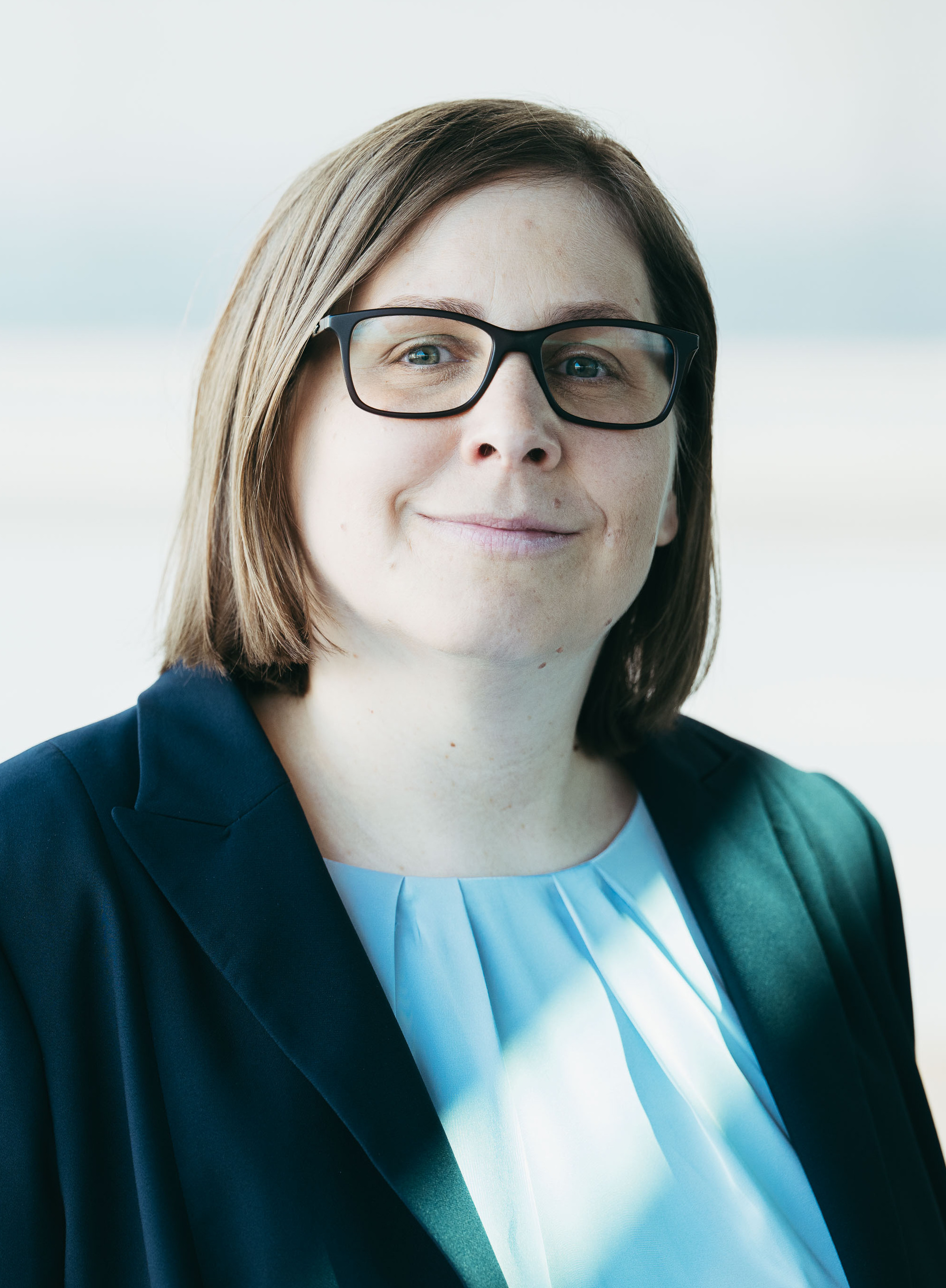
Sandra Breiteneder (* 1983)

- Breiteneicher, Josef (1873–1958), katholischer Pfarrer
- Breitenfeld, Horst (1924–2010), deutscher Schauspieler, Hörspiel- und Synchronsprecher
- Breitenfeld, Richard (1869–1942), deutsch-österreichischer Opernsänger (Bariton)
- Breitenfelder, Josef (1884–1928), österreichischer Politiker (SDAP), Salzburger Landtagsabgeordneter und Landesrat
- Breitenfellner, Katja (* 1997), deutsche Radsportlerin
- Breitenfellner, Kirstin (* 1966), österreichisch-deutsche Autorin, Journalistin und Literaturkritikerin
- Breitengraser, Richard (* 1981), deutscher Moderator, Journalist und Redakteur
- Breitenhofer, Anton (1912–1989), rumänischer Schriftsteller
- Breitenhuber, Ludwig (1926–2021), österreichischer Kernphysiker
- Breitenhuber, Max (1932–2014), deutscher Architekt
- Breitenlandenberg, Hermann III. von (1410–1474), Schweizer Geistlicher, Bischof von Konstanz
- Breitenlandenberg, Kaspar von († 1463), Fürstabt des Klosters St. Gallen
- Breitenlandenberg, Wildhans von († 1444), Schweizer Adliger
- Breitenmoser, Albin (1899–1983), Schweizer Unternehmer
- Breitenmoser, Albin (1920–1983), Schweizer Politiker (CVP)
- Breitenmoser, Ivar (1951–2014), Schweizer Künstler
- Breitenmoser, Magnus (* 1998), schweizerisch-kenianischer Fussballspieler
- Breitenmoser, Rudolf (1917–2001), Schweizer Radrennfahrer
- Breitenmoser, Stephan (* 1955), Schweizer Jurist und Hochschullehrer
- Breitenöder, Max (1909–1967), deutscher Wasserbauingenieur und Hochschullehrer
- Breitenreiter, André (* 1973), deutscher Fußballspieler und -trainerAndré Breitenreiter (* 1973)

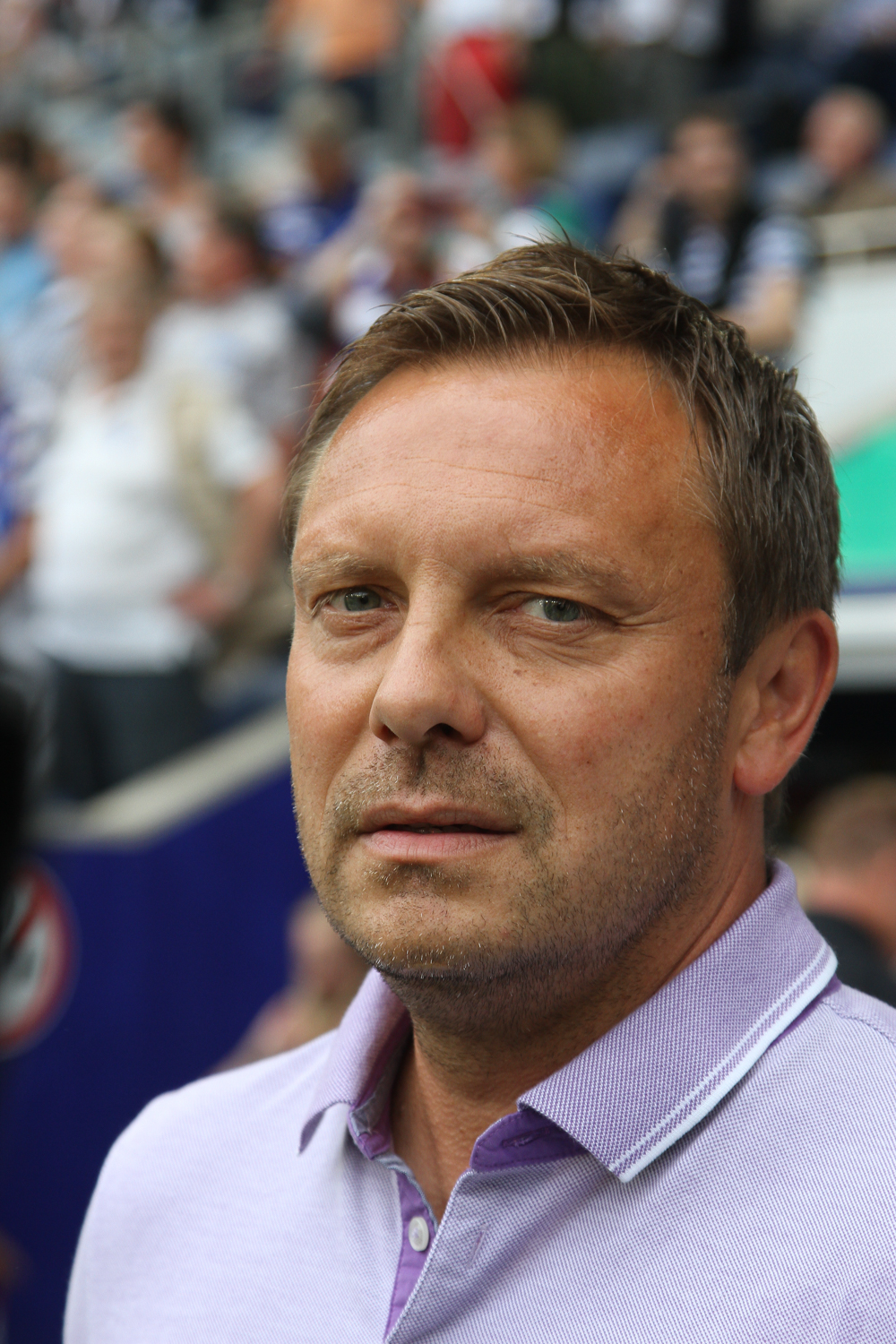
André Breitenreiter (* 1973)

- Breitenstein, Alfred (1828–1853), deutscher Landschafts- und Genremaler der Düsseldorfer Schule
- Breitenstein, Andreas (* 1961), Schweizer Journalist und Literaturkritiker
- Breitenstein, Berend (* 1964), deutscher Bodybuilder, Ernährungswissenschaftler, Autor
- Breitenstein, Bernhard (1880–1956), deutscher Jurist und Parlamentarier
- Breitenstein, Carl August (1864–1921), niederländischer Landschaftsmaler und Grafiker
- Breitenstein, Desiderius (1889–1950), deutscher Franziskaner
- Breitenstein, Emil (1899–1971), deutscher Politiker (NSDAP), MdR und SA-Führer
- Breitenstein, Ernst (1857–1929), Schweizer Kunstmaler
- Breitenstein, Gerhard (* 1921), deutscher Fußballspieler
- Breitenstein, Heinrich (1848–1930), deutscher Arzt, Zoologe, Geograph und Schriftsteller
- Breitenstein, Jens (* 1965), deutscher Basketballspieler
- Breitenstein, Johann Philipp (1753–1825), reformierter Theologe und Prediger
- Breitenstein, Johannes (1918–1986), deutscher Fußballspieler
- Breitenstein, Jonas (1828–1877), Schweizer Schriftsteller und Pfarrer
- Breitenstein, Jules (1873–1936), Schweizer evangelischer Geistlicher, Theologe und Hochschullehrer
- Breitenstein, Karl (1888–1961), deutscher Politiker (DNVP)
- Breitenstein, Louis (1837–1901), deutscher Landwirt und Politiker
- Breitenstein, Mirko (* 1975), deutscher Historiker
- Breitenstein, Rolf (1932–2021), deutscher Autor
- Breitenstein, Sebastian von († 1535), deutscher Fürstabt im Fürststift Kempten (1522–1535)
- Breitenstein, Todd (1966–2013), US-amerikanischer Spieleentwickler und Publisher
- Breitenstern, Karl von (1777–1825), deutscher Jurist, Bürgermeister von Wismar
- Breitensträter, Hans (1897–1972), deutscher Schwergewichtsboxer
- Breitenthaler, Karl (1879–1950), österreichischer Politiker (NSDAP), MdR
- Breiter, Ben (* 2007), deutscher Volleyballspieler
- Breiter, Christian August (1776–1840), deutscher Gärtner und Botaniker
- Breiter, Herbert (1927–1999), österreichischer Maler und Lithograf
- Breiter, Horst (1934–2012), deutscher Schauspieler, Hörfunk-, Hörspiel- und Synchronsprecher
- Breiter, Robert (1909–1985), Schweizer Eishockeyspieler
- Breiter, Theodor (1824–1908), deutscher Lehrer und Gymnasialdirektor, hannoverscher Provinzialschulrat, preußischer Geheimer Regierungsrat

#### Breitf
- Breitfeld, Arndt (* 1978), deutscher Fernsehjournalist und Moderator
- Breitfeld, Artur (1899–1967), preußischer Verwaltungsjurist, Landrat und Bundesrichter der BRD
- Breitfeld, Eduard Wilhelm (1803–1873), deutscher Unternehmer und sächsischer Landtagsabgeordneter
- Breitfeld, Guido (1831–1894), sächsischer Unternehmer und Landtagsabgeordneter
- Breitfeld, Karl Friedrich (1797–1862), deutsch-böhmischer Unternehmer und Großindustrieller
- Breitfeld, Walter (1903–1981), deutscher SED-Funktionär, stellvertretender Polizeipräsident von Ost-Berlin, Leiter der Politabteilung der Grenztruppen der DDR und Abgeordneter der Volkskammer
- Breitfelder, Daniel (* 1981), deutscher Schauspieler
- Breitfelder, Danny (* 1997), deutscher Fußballspieler
- Breitfelder, Reinhardt (* 1945), deutscher Brigadegeneral und Abteilungsleiter des Bundesnachrichtendienstes
- Breitfuss Kammerlander, Simon (* 1992), bolivianisch-österreichischer Skirennläufer
- Breitfuss, Friedrich (1851–1911), russischer Philatelist
- Breitfuß, Gottfried (* 1958), österreichischer Schauspieler
- Breitfuß, Leonid (1864–1950), deutscher Meeresbiologe und Polarforscher

#### Breith
- Breith, Friedrich (1892–1982), deutscher Generalleutnant im Zweiten Weltkrieg
- Breith, Hermann (1892–1964), deutscher General der Panzertruppe im Zweiten WeltkriegHermann Breith (1892–1964)

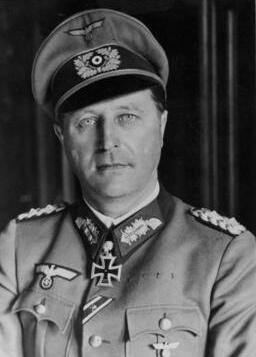
Hermann Breith (1892–1964)

- Breith, Stephan (* 1950), deutscher Cellist
- Breithardt, Günter (* 1944), deutscher Mediziner, Kardiologe und Universitätsprofessor
- Breithaupt († 1870), deutscher Jurist und Parlamentarier
- Breithaupt, Anita (1936–2016), deutsche Politikerin (SPD), MdL
- Breithaupt, August (1791–1873), deutscher Mineraloge
- Breithaupt, Beate (* 1958), deutsche Jugendaktivistin
- Breithaupt, Bernhard († 1911), deutscher Verwaltungsjurist
- Breithaupt, Christian David (1770–1854), deutscher evangelischer Theologe und Pädagoge
- Breithaupt, Franz (1880–1945), deutscher Offizier, SS-Obergruppenführer und General der Waffen-SS, Chef des Hauptamtes SS-Gericht
- Breithaupt, Friedrich Wilhelm (1780–1855), Messinstrumentenbauer
- Breithaupt, Fritz (1892–1944), deutscher Fregattenkapitän der Reserve der Kriegsmarine
- Breithaupt, Fritz (* 1967), deutscher Germanist und PublizistFritz Breithaupt (* 1967)

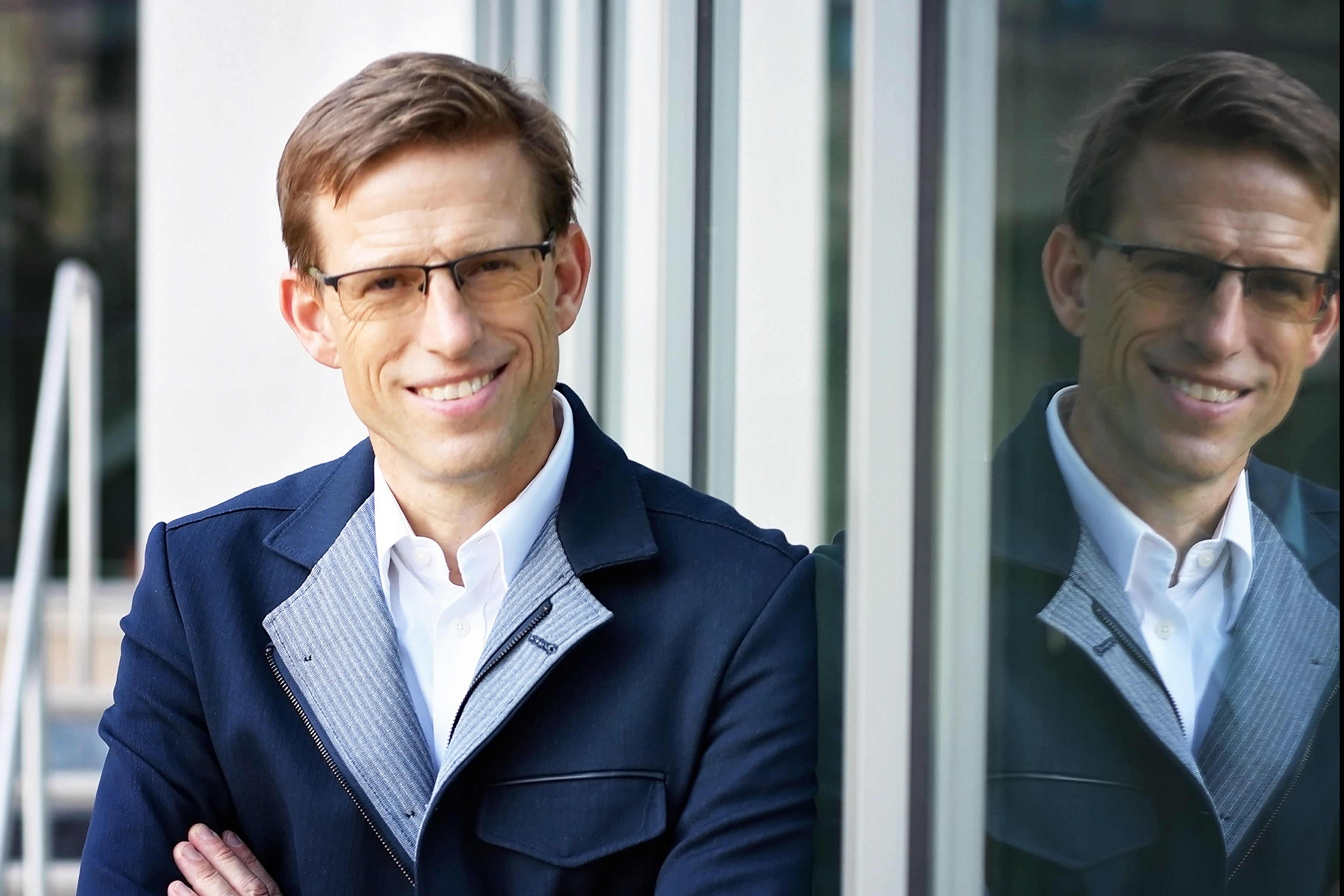
Fritz Breithaupt (* 1967)

- Breithaupt, Georg August (1806–1888), deutscher Unternehmer
- Breithaupt, Hermann Theodor (1820–1885), deutscher Geologe, Ingenieur und Patriot
- Breithaupt, Joachim (1883–1960), deutscher Generalmajor der Luftwaffe der Wehrmacht
- Breithaupt, Joachim Justus (1658–1732), deutscher Theologe, Homiletiker und Kirchenlieddichter
- Breithaupt, Johann Christian (1736–1799), deutscher Feinmechaniker
- Breithaupt, Johann Wilhelm Wolfgang (1738–1818), deutscher evangelischer Theologe und Lieddichter
- Breithaupt, Justus Wilhelm (1809–1903), deutscher Richter
- Breithaupt, Rudolf Maria (1873–1945), deutscher Komponist und Musikpädagoge (Klavier)
- Breithaupt, Tim (* 2002), deutscher Fußballspieler
- Breithaupt, Wilhelm (1841–1931), deutscher Ingenieur und Erfinder
- Breithaupt, Wilhelm von (1809–1889), deutscher Offizier
- Breithuber, Werner (* 1951), österreichischer Politiker (SPÖ)
- Breithut, Peter (1869–1930), österreichischer Maler, Bildhauer, Grafiker und Medailleur
- Breithut-Munk, Eugenie (1867–1915), österreichische Malerin und Grafikerin

#### Breiti
- Breiting, Hermann (1804–1860), deutscher Opernsänger (Tenor)
- Breiting, Richard (1882–1937), deutscher Journalist
- Breitinger, Adam, kursächsischer Beamter
- Breitinger, Anton (1898–1942), deutscher Widerstandskämpfer gegen den Nationalsozialismus
- Breitinger, David (1737–1817), Schweizer Theologe, Mathematiker und Hochschullehrer
- Breitinger, David (1763–1834), Schweizer Offizier und Politiker
- Breitinger, Eckhard (1940–2013), deutscher Anglist und Afrikawissenschaftler
- Breitinger, Emil (1904–2004), deutscher Humanbiologe und Hochschullehrer
- Breitinger, Heinrich (1832–1889), Schweizer Literaturhistoriker und Philologe
- Breitinger, Hilarius (1907–1994), deutscher Minoriten-Pater
- Breitinger, Johann Heinrich (1774–1848), Schweizer reformierter Geistlicher
- Breitinger, Johann Jakob (1575–1645), reformierter Pfarrer in Zürich, Professor, Antistes und Politiker
- Breitinger, Johann Jakob (1701–1776), Schweizer Philologe und Autor
- Breitinger, Johann Jakob (1814–1880), Schweizer Architekt des Klassizismus, des Schweizer Holzstil und der Historismus
- Breitinger, Karoline (1851–1932), deutsche Ärztin und Frauenrechtlerin
- Breitinger, Robert (1841–1913), Schweizer Ingenieur und Amateurfotograf
- Breitinger, Waltraud, deutsche Rechtsanwältin und Richterin des Bayerischen Verfassungsgerichtshofs

#### Breitk
- Breitkopf, Bernhard Christoph (1695–1777), deutscher Buchdrucker und Verleger in Leipzig
- Breitkopf, Gregor († 1529), deutscher Humanist
- Breitkopf, Johann Gottlob Immanuel (1719–1794), deutscher Typograf und Musikverleger
- Breitkopf, Karl (* 1934), deutscher Badmintonspieler
- Breitkopf, Kyle (* 2005), kanadischer Schauspieler und Synchronsprecher
- Breitkopf, Michael (* 1964), deutscher Musiker, Gitarrist der Band Die Toten HosenMichael Breitkopf (* 1964)

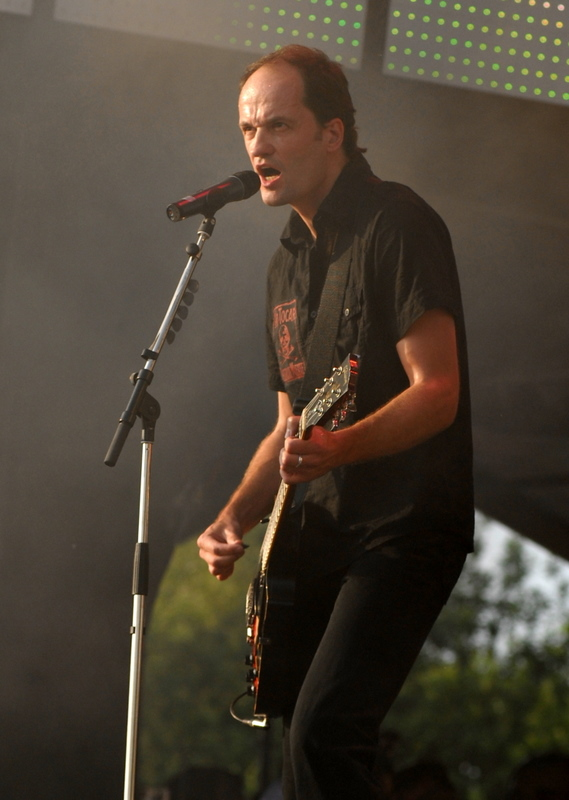
Michael Breitkopf (* 1964)

- Breitkopf, Otto von (1858–1939), bayerischer General der Infanterie
- Breitkopf-Cosel, Joseph (1866–1927), deutscher Bildhauer
- Breitkreiz, Margarita (* 1980), deutsche Schauspielerin russlanddeutscher Herkunft
- Breitkreutz, Emil (1883–1972), US-amerikanischer Leichtathlet
- Breitkreutz, Matthias (* 1971), deutscher Fußballspieler
- Breitkreuz, Brett (* 1989), deutsch-kanadischer Eishockeyspieler
- Breitkreuz, Christoph (* 1955), deutscher Geologe
- Breitkreuz, Clarke (* 1991), deutsch-kanadischer Eishockeyspieler
- Breitkreuz, Falk (* 1964), deutscher Jazzmusiker und Komponist
- Breitkreuz, Hartmut Dieter (1937–2020), deutscher Sprach- und Literaturwissenschaftler und Hochschullehrer
- Breitkreuz, Ignaz Horst (1925–1991), deutscher Maler, Zeichner und Grafiker
- Breitkreuz, Patrick (* 1992), deutscher Fußballspieler
- Breitkreuz, Steve (* 1992), deutscher Fußballspieler

#### Breitl
- Breitlauch, Adrian (* 1993), deutscher Basketballspieler
- Breitlauch, Linda (* 1966), deutsche Medienwissenschaftlerin und Professorin für Game-DesignLinda Breitlauch (* 1966)

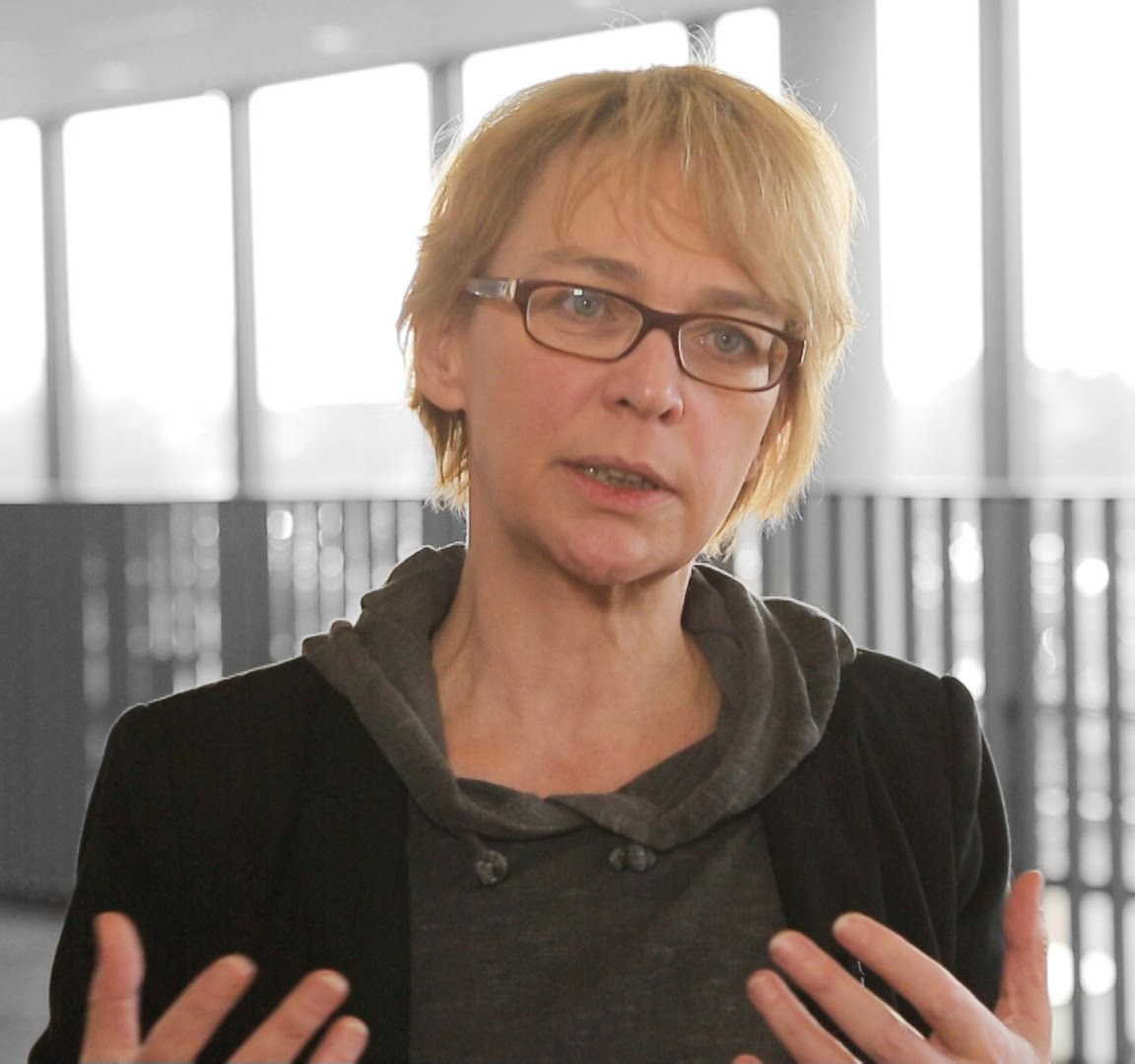
Linda Breitlauch (* 1966)

- Breitling, Eugen (1906–1980), deutscher Politiker (CDU), MdL, Bürgermeister
- Breitling, Gerhard (1920–2003), deutscher Physiker und Hochschullehrer
- Breitling, Gisela (1939–2018), deutsche Malerin des Realismus, Kunstwissenschaftlerin und Schriftstellerin
- Breitling, Oskar (1872–1960), deutscher Radrennfahrer
- Breitling, Rainer (* 1971), Biologe
- Breitling, Stefan (* 1968), deutscher Bauforscher
- Breitling, Wilhelm August von (1835–1914), deutscher Jurist und Politiker

#### Breitm
- Breitmaier, Eberhard (* 1939), deutscher Chemiker und Hochschullehrer
- Breitman, Georges (1920–2014), französischer Stabhochspringer und Zehnkämpfer
- Breitman, Richard (* 1947), US-amerikanischer Historiker und Holocaustforscher
- Breitman, Zabou (* 1959), französische Schauspielerin und RegisseurinZabou Breitman (* 1959)

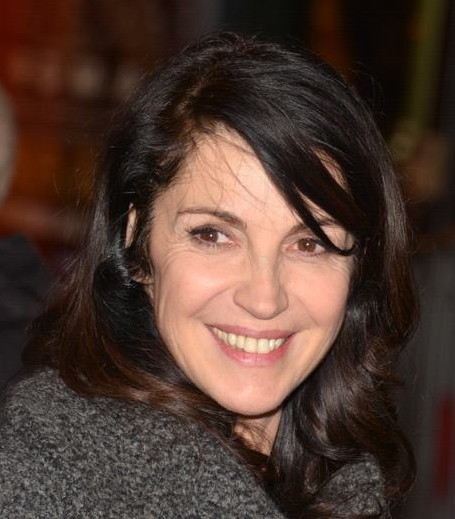
Zabou Breitman (* 1959)

- Breitmann, Paul (1923–2013), deutscher Fußballspieler
- Breitmeier, Helmut (* 1961), deutscher Politikwissenschaftler
- Breitmeier, Ilonka (* 1953), deutsche Schauspielerin, Musikerin und Malerin
- Breitmeier, Johannes (1913–2002), deutscher Tiermaler, Landschaftsmaler und Buchillustrator
- Breitmeyer, Arno (* 1903), deutscher Ruderer, Sportjournalist und politischer Funktionär der NSDAP
- Breitmeyer, Carl, deutscher Fußballspieler
- Breitmeyer, Wilhelm (1887–1974), deutscher Politiker (KPD), Landtagsabgeordneter Bremen

#### Breitn
- Breitner, Andreas (* 1967), deutscher Politiker (SPD)
- Breitner, Anton (1858–1928), österreichischer Schriftsteller, Archäologe und Redakteur
- Breitner, Burghard (1884–1956), österreichischer Chirurg und Schriftsteller
- Breitner, Georg (* 1968), deutscher Archäologe und Denkmalpfleger
- Breitner, George Hendrik (1857–1923), niederländischer Maler
- Breitner, Hugo (1873–1946), österreichischer Finanzpolitiker (SDAP), Mitglied des Bundesrates
- Breitner, Josef (1864–1930), österreichischer Bildhauer
- Breitner, Michael H. (* 1963), deutscher Wirtschaftswissenschaftler
- Breitner, Paul (* 1951), deutscher FußballspielerPaul Breitner (* 1951)

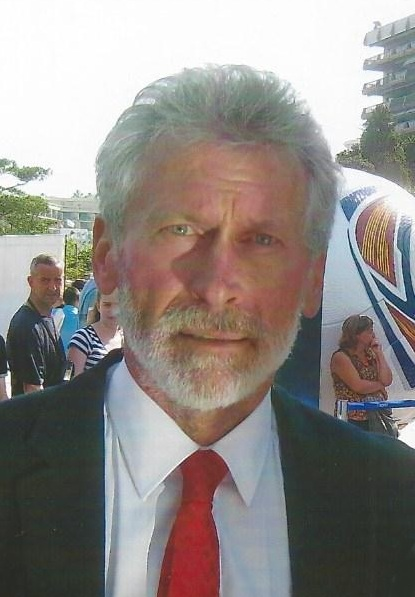
Paul Breitner (* 1951)

- Breitner, Peter (1919–1974), deutscher Politiker (CSU)
- Breitner, Stephanie (* 1992), deutsche Fußballspielerin

#### Breitr
- Breitrainer, Konrad (* 1933), deutscher Politiker (CSU), MdL
- Breitreiner, Anne (* 1984), deutsche Basketballnationalspielerin
- Breitrück, Jennifer (* 1982), deutsche Schauspielerin

#### Breits
- Breitsameter, Christof (* 1967), deutscher katholischer Theologe, Priester und Universitätsprofessor für Moraltheologie
- Breitschaft, Hubert (1903–1944), deutscher Soldat
- Breitschaft, Mathias (* 1950), deutscher Kirchenmusiker und Hochschullehrer
- Breitscheid, Rudolf (1874–1944), deutscher Politiker (DV, SPD, USPD), MdRRudolf Breitscheid (1874–1944)

Rudolf Breitscheid (1874–1944)

- Breitscheid, Tony (1878–1968), deutsche Frauenrechtlerin und Politikerin
- Breitscheidel, Markus (* 1968), deutscher investigativer Autor
- Breitschmid, Markus (* 1966), schweizerisch-amerikanischer Architekturtheoretiker
- Breitschmid, Peter (* 1953), Schweizer Rechtswissenschaftler
- Breitschopf, Trude (1915–2001), österreichische Schauspielerin
- Breitschuh, Eckart (* 1964), deutscher Comiczeichner und Autor
- Breitschuh, Roland (* 1964), deutscher Kameramann und Fotograf
- Breitschwerdt, Dieter (* 1945), deutscher Künstler
- Breitschwerdt, Werner (1927–2021), deutscher Manager
- Breitschwert, Klaus Dieter (* 1943), deutscher Politiker (CSU), MdL
- Breitschwert, Wilhelm von (1797–1864), deutscher Jurist und Politiker, MdL Württemberg
- Breitsprecher, Claudia (* 1964), deutsche Roman- und Sachbuchautorin
- Breitsprecher, Franz Philipp (1739–1798), deutscher Jurist und Richter am Obertribunal Wismar
- Breitsprecher, Karl (1901–2002), deutscher Maler
- Breitsprecher, Michael (* 1966), deutscher Schauspieler, Drehbuchautor und Regisseur
- Breitsprecher, Werner (1932–2007), deutscher Politiker (FDJ/SED)
- Breitstadt, Johannes Heinrich (1858–1937), Abgeordneter des Provinziallandtages der Provinz Hessen-Nassau

#### Breitt
- Breittmayer, Maggy (1888–1961), Schweizer Geigerin

#### Breitu
- Breitung, Axel (* 1957), deutscher Musikproduzent
- Breitung, Edward (1831–1887), US-amerikanischer Politiker deutscher Herkunft
- Breitung, Max (1852–1921), deutscher Mediziner und Schriftsteller

#### Breitw
- Breitwieser, Arthur (1910–1978), deutscher SS-Oberscharführer im KZ Auschwitz
- Breitwieser, Franz (1892–1954), österreichischer Politiker (ÖVP), Landtagsabgeordneter
- Breitwieser, Georg (1890–1938), deutscher Maler und Grafiker
- Breitwieser, Irma (1941–1997), österreichische bildende Künstlerin
- Breitwieser, Johann (1891–1919), Wiener SerieneinbrecherJohann Breitwieser (1891–1919)

Johann Breitwieser (1891–1919)

- Breitwieser, Ludwig (1900–1965), deutscher Grafiker und Lehrer
- Breitwieser, Sabine (* 1962), österreichische Kunstmanagerin und Museumsdirektorin
- Breitwieser, Silvia Klara (* 1939), deutsche bildende Künstlerin
- Breitwieser, Stéphane (* 1971), französischer Kunstdieb und AutorStéphane Breitwieser (* 1971)

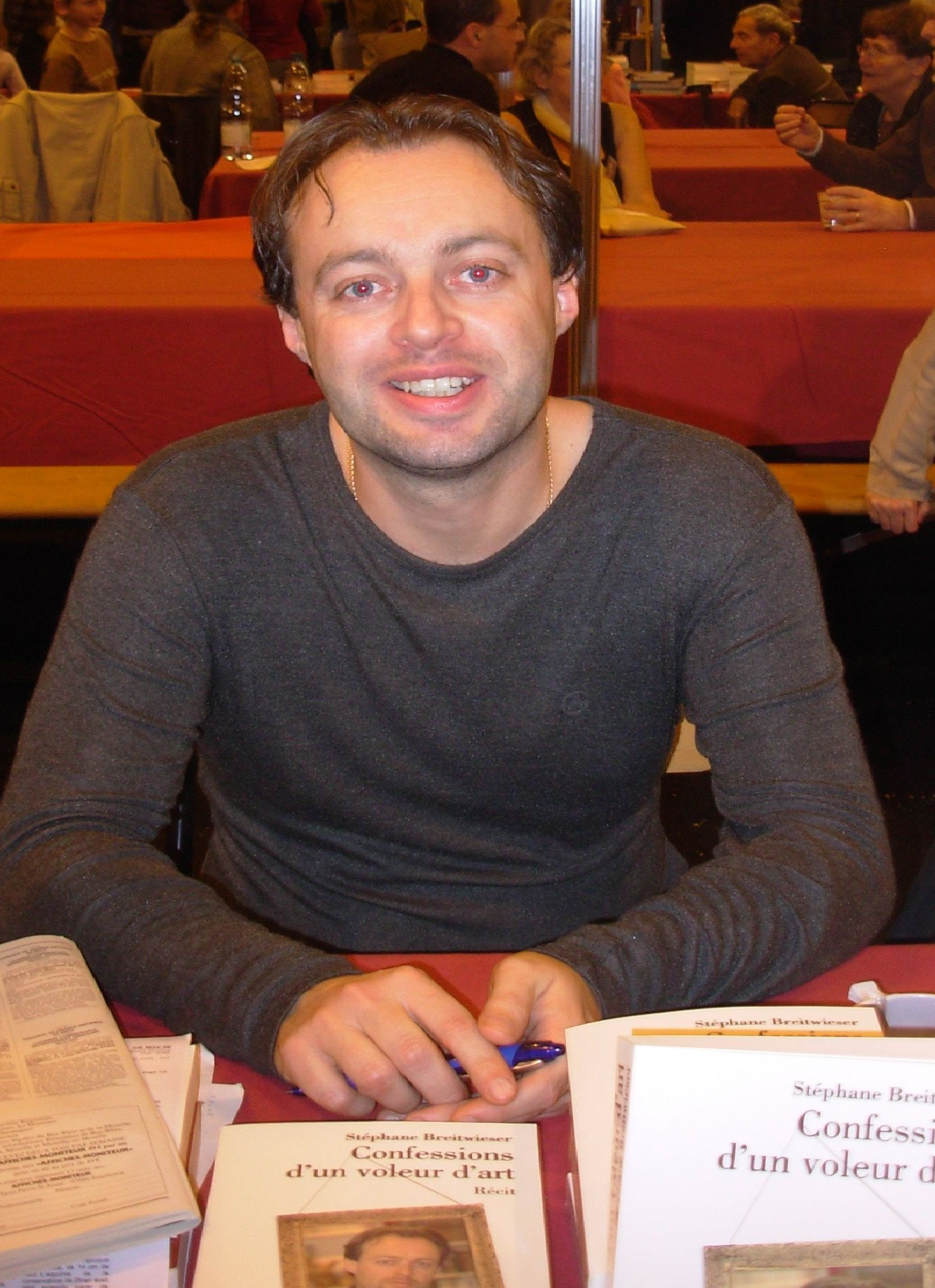
Stéphane Breitwieser (* 1971)

- Breitwieser, Theodor (1847–1930), österreichischer Genre- und Militärmaler
- Breitwieser, Werner (* 1937), deutscher Politiker (CDU), MdL
- Breitwieser, Wolfgang (1934–2000), deutscher Übersetzer

#### Breitz
- Breitz, Candice (* 1972), südafrikanische Künstlerin
- Breitzke, Auguste (1908–1982), deutsche sozialdemokratische Widerstandskämpferin
- Breitzke, Günter (* 1967), deutscher Fußballspieler

### Breiv
- Breivang, Karoline Dyhre (* 1980), norwegische Handballspielerin
- Breivik, Anders Behring (* 1979), norwegischer rechtsterroristischer Massenmörder
- Breivik, Ane (* 1998), norwegische Politikerin
- Breivik, Bård (1948–2016), norwegischer Bildhauer
- Breivik, Marit (* 1955), norwegische Handballspielerin und -trainerin
- Breivik, Terje (* 1965), norwegischer Politiker